# Ropi, a bohóc
Herschel Shmoikel Pinkus Yerucham Krustofski (Héberül: הרשל פנחס ירוחם קרוסטופסקישמוֹיקיל), ismertebb nevén Ropi, a bohóc A Simpson család című rajzfilmsorozat egyik szereplője. Szinkronhangja Dan Castellaneta. Ő Bart és Lisa kedvenc tévéműsorának a műsorvezetője, amiben különböző rajzfilmeket (Frinci és Franci Show), humoros jeleneteket mutatnak be. Ropit gyakran egy kiégett, cigarettafüggő emberként festik le. A Simpson család egyik legfőbb alakja. Több epizód főszereplője (ezekben a részekben általában Bart is nagyobb szerepet kap).

## Ropi élete
Ropi Herschel Krustofskiként született. Apja, Hyman Krustofski rabbi erősen ellenezte, hogy bohócnak menjen. Egy rosszul elsült tréfája miatt a rabbi kitagadta a családból, és 25 évig nem beszélt vele. Bart segítségével később kibékült apjával.
Később felfedték, hogy Ropinak nem volt Bar-micvója, mert Hyman félt, hogy Ropi még elrontja a szertartást. Felnőttként két bármicvója is volt: egy hollywoodi gála, meg egy egyszerű, az apja miatt.
Ropi utcai pantomimesként kezdte szórakoztató karrierjét Tupelóban, Mississippiben.